# Škropeti
Škropeti is een plaats in de gemeente Karojba in de Kroatische provincie Istrië. De plaats telt 404 inwoners (2001).